# Synagoge (Großeicholzheim)
Die Synagoge in Großeicholzheim, einem Ortsteil der Gemeinde Seckach im Neckar-Odenwald-Kreis in Baden-Württemberg, wurde von 1885 bis 1887 errichtet. Die Synagoge steht an der Wettgasse 14.

## Geschichte
Vom Sommer 1885 an wurde auf dem Grundstück der alten Synagoge der Neubau nach Plänen des Baumeisters F. Kniehl aus Adelsheim erstellt. Am 10./11. Juni 1887 fand die feierliche Einweihung statt.
Der Betsaal befand sich im hinteren Teil des Gebäudes. Im vorderen Teil waren die Wohnung der Vorbeters und der Raum für den Religionsunterricht untergebracht.
Beim Novemberpogrom 1938 wurden die Fenster der Synagoge eingeworfen und die Inneneinrichtung zerstört.
Nach 1945 wurden im Gebäude Wohnungen eingerichtet. Eine hebräische Inschrift über dem Eingang (Zitat aus Jesaja 56,7) und der Grundstein von 1886 erinnern an die ehemalige Synagoge.

## Gedenken
Im Jahr 1994 wurde eine Gedenktafel am Synagogengebäude angebracht.

## Architekturpläne

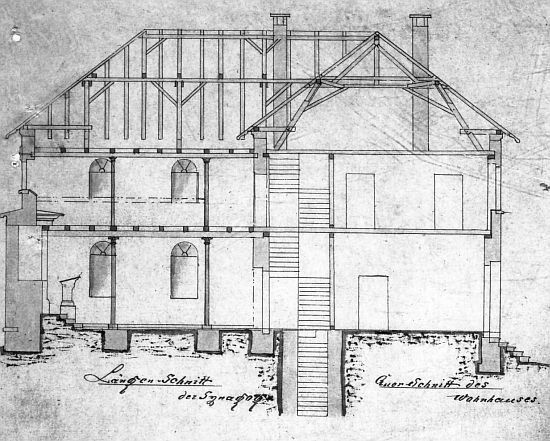
Längsschnitt durch das Synagogengebäude und ein Querschnitt des Vorderhauses
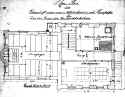
Grundriss auf Höhe des Erdgeschosses mit dem Betsaal, dem Schulzimmer, der Waschküche und der Küche des Lehrers
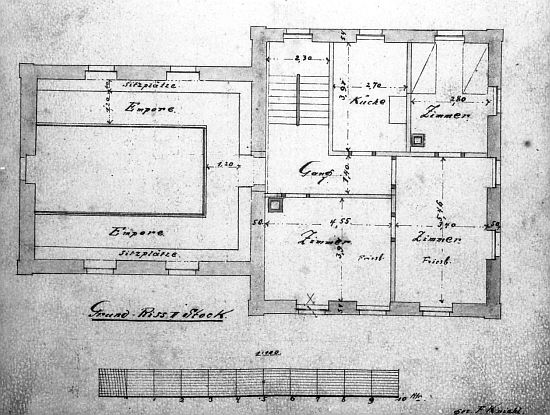
Grundriss des ersten Stockes mit der Frauenempore und der Lehrerwohnung